# Paroisse Notre-Dame-Joie-des-Affligés-et-Sainte-Geneviève

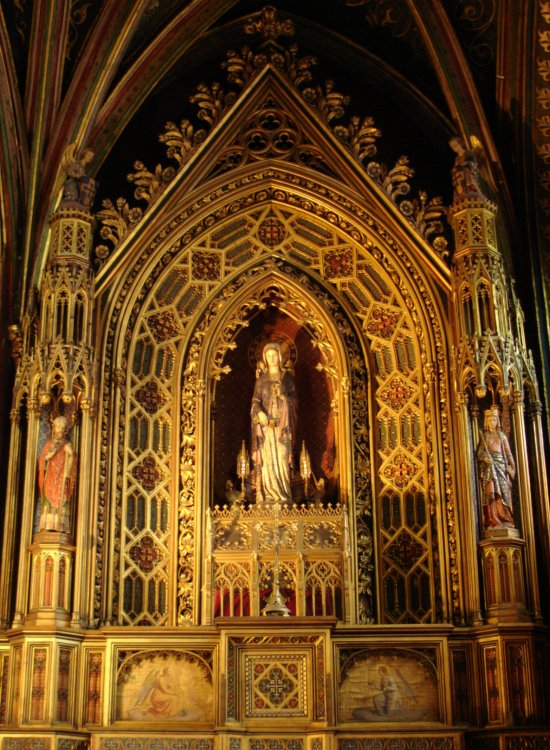
La châsse de sainte Geneviève

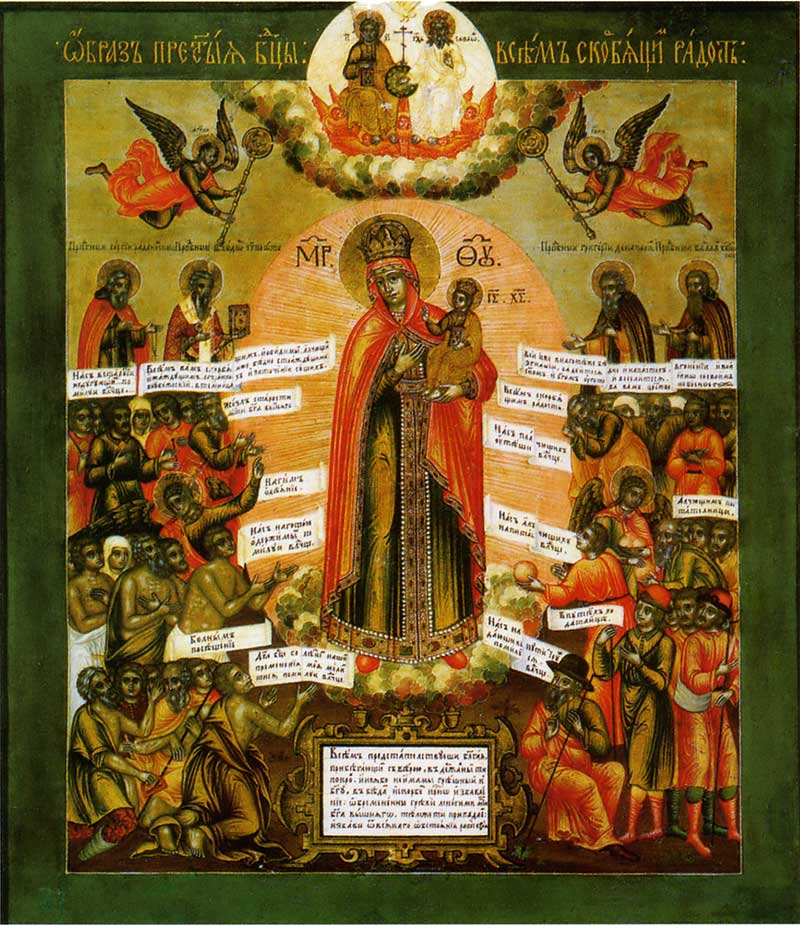
Icône de la Mère de Dieu Joie de tous les Affligés (1710)

La paroisse Notre-Dame-Joie-des-Affligés-et-Sainte-Geneviève est une paroisse orthodoxe situé à Paris en France.

## Historique
Dès  1928, il  existait  une paroisse russe Sainte-Geneviève qui comprenait surtout des jeunes gens russes qui vénéraient la sainte patronne de Paris. Geneviève est aussi la sainte patronne du cimetière russe de Sainte-Geneviève-des-Bois. La paroisse parisienne Notre-Dame-Joie-des-Affligés-et-Sainte-Geneviève de l’Église orthodoxe russe (Patriarcat de Moscou et de toute la Russie) fut fondée en  1935 par le père Mikhaïl Belsky à la suite d'un rêve dans lequel sainte Geneviève demandait à une de ses filles spirituelles de s’installer précisément près de son tombeau : « Pourquoi, vous, les exilés de Russie, vous qui peinez et êtes dans la misère, ne vous adressez vous pas à moi ? Je peux vous aider. Je suis Geneviève, la patronne de Paris ») et un petit groupe de personnes de la Confrérie Saint-Photius. Située en 1936 dans un petit local, au 36, rue de la Montagne-Sainte-Geneviève tout près de l’église Saint-Étienne-du-Mont, où se trouve son tombeau et ses reliques, elle fut transférée en 1966 au 4,rue Saint-Victor dans le 5e arrondissement de Paris, d’où son surnom de paroisse « Saint-Victor ». Il reste néanmoins au 11, rue de la Montagne-Sainte-Geneviève, la librairie russe des Éditeurs-Réunis et la maison d’édition YMCA Press.
Son nom vient de l’icône russe de la Mère de Dieu Joie de tous les Affligés (Богоматери "Всех скорбящих Радость"), fêtée le 24 octobre et très vénérée en Russie. La langue des offices liturgiques était le slavon, mais une fois par mois, la messe était célébrée en français, la paroisse ayant été fondée dans le but de devenir francophone, ce qu’elle est aujourd’hui, les russophones étant devenus minoritaires par rapport aux francophones. Un long travail de traduction des textes liturgiques et théologiques en français fut accompli ainsi qu’une adaptation de la musique liturgique russe à la langue française par le compositeur Maxime Kovalevsky.
Une fois par an la paroisse fait le pèlerinage sur la tombe de sainte Geneviève située en l’église Saint-Étienne-du-Mont durant la neuvaine de sainte Geneviève (du 3 au 11 janvier) à la suite d'une demande du Père Belsky en 1941, et le Te Deum orthodoxe y est chanté chaque année.
Parmi ses  paroissiens les plus connus : Vladimir et Madeleine Lossky, Eugraphe (paroissien occasionnel) et Maxime Kovalevsky, la première épouse de ce dernier Irène Kedroff, Alexandre Tourintsev (devenu plus tard recteur de la paroisse des Trois-Saints-Docteurs), le docteur André Bloom (métropolite Antoine de Souroge), qui fut marguillier de la paroisse, le père Vsevolod Palachkovsky, Léonide et Lydia Ouspensky, et à partir de 1937, le jeune Gabriel Henry, Élisabeth Behr-Sigel.
Les fresques de l’iconostase et l’icône de sainte Geneviève sont de Léonide Ouspensky, lui aussi membre de la confrérie de Saint Photius. La première icône fut d’Eugraphe Kovalesky, futur évêque de l’église Saint-Irénée de Paris.
Parmi les paroissiens, dans les années 2000, se trouve l'écrivain Gabriel Matzneff.